# Unterfrielinghausen

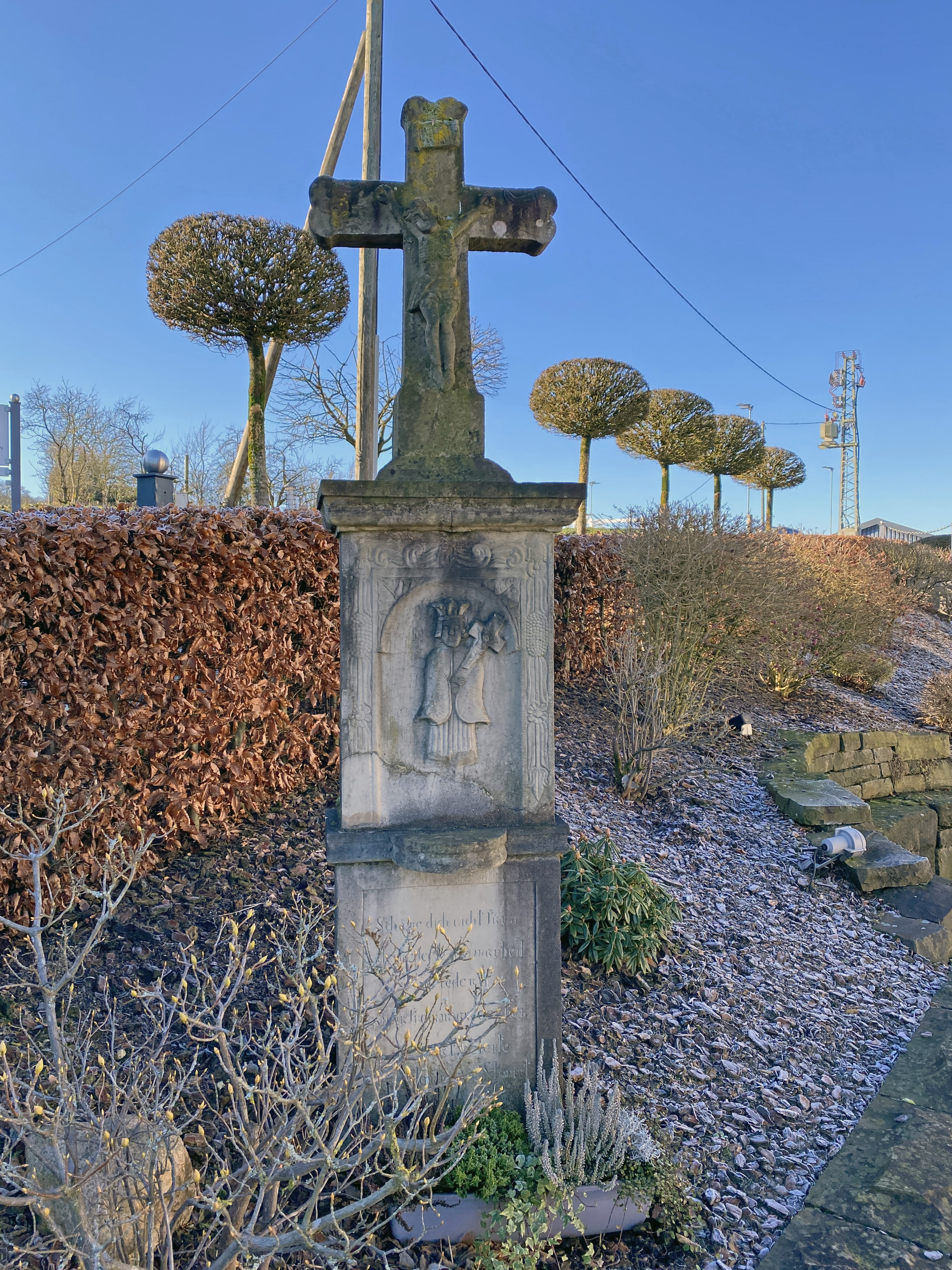
Baudenkmal Wegekreuz am Gestüt Frielinghausen 86

Unterfrielinghausen ist ein Ort in der Gemeinde Lindlar, Oberbergischer Kreis im Regierungsbezirk Köln in Nordrhein-Westfalen (Deutschland).

## Lage und Beschreibung
Unterfrielinghausen liegt im Südwesten von Lindlar an der Grenze zur Gemeinde Engelskirchen. Die Nachbarorte sind Rehbach, Oberfrielinghausen, Hohbusch und Herkenhähn.

## Geschichte
958 wurde der Ort das erste Mal als "Frilenchusen" in einer Schenkungsurkunde urkundlich genannt. Der Hof fiel damit samt dem Kirchspiel Hohkeppel an den Grundherren zu Lindlar.
Der Name des Lehnhofes Frielinghausen leitet sich von „Friling“, einem Zinsbauern im Sinne des Sachsenspiegels ab. Im Mittelalter gehörte Frielinghausen zur Honschaft Vellingen im Kirchspiel Hohkeppel.
1715 sind auf der Topographia Ducatus Montani Unter- und Oberfrielinghausen gemeinsam als Frielinghausen bezeichnet. Die Karte zeigt vier einzelne Höfe. In der Karte Topographische Aufnahme der Rheinlande von 1825 sind beide Orte auf geografisch unterschiedlichen Lagen mit jeweils umgrenzten Hofräumen dargestellt. Die gemeinsame Ortsbezeichnung lautet immer noch Frielinghausen. An der Stelle von Unterfrielinghausen werden zwei separat gelegene Gebäudegrundrisse gezeigt. Ab der Preußischen Uraufnahme von 1845 zeigen die topografischen Karten die eigenständige Ortsbezeichnung Unterfrielinghausen.
In der „Topographisch-Statistischen Beschreibung der Königlich-Preußischen Rheinprovinz“ aus dem Jahre 1830 werden für Unterfrielinghausen 79 Einwohner gezählt.
Aufgrund § 10 und § 14 des Köln-Gesetzes wurde 1975 die Gemeinde Hohkeppel aufgelöst und umfangreiche Teile in Lindlar eingemeindet. Darunter auch Unterfrielinghausen.

## Sehenswürdigkeiten
Aus dem 18. Jahrhundert stammt ein in Unterfrielinghausen am Wegesrand stehendes Relief mit einer Darstellung der Kreuzigungsgruppe. Das Wegekreuz am Gestüt Frielinghausen 86 steht unter Denkmalschutz.

## Busverbindung
Über die im Ort gelegene Haltestelle „Unterfrielinhausen“ der Linie 398 besteht eine Anbindung an den öffentlichen Personennahverkehr. Ein Bürgerbus aus Lindlar bedient ebenfalls den Ort.

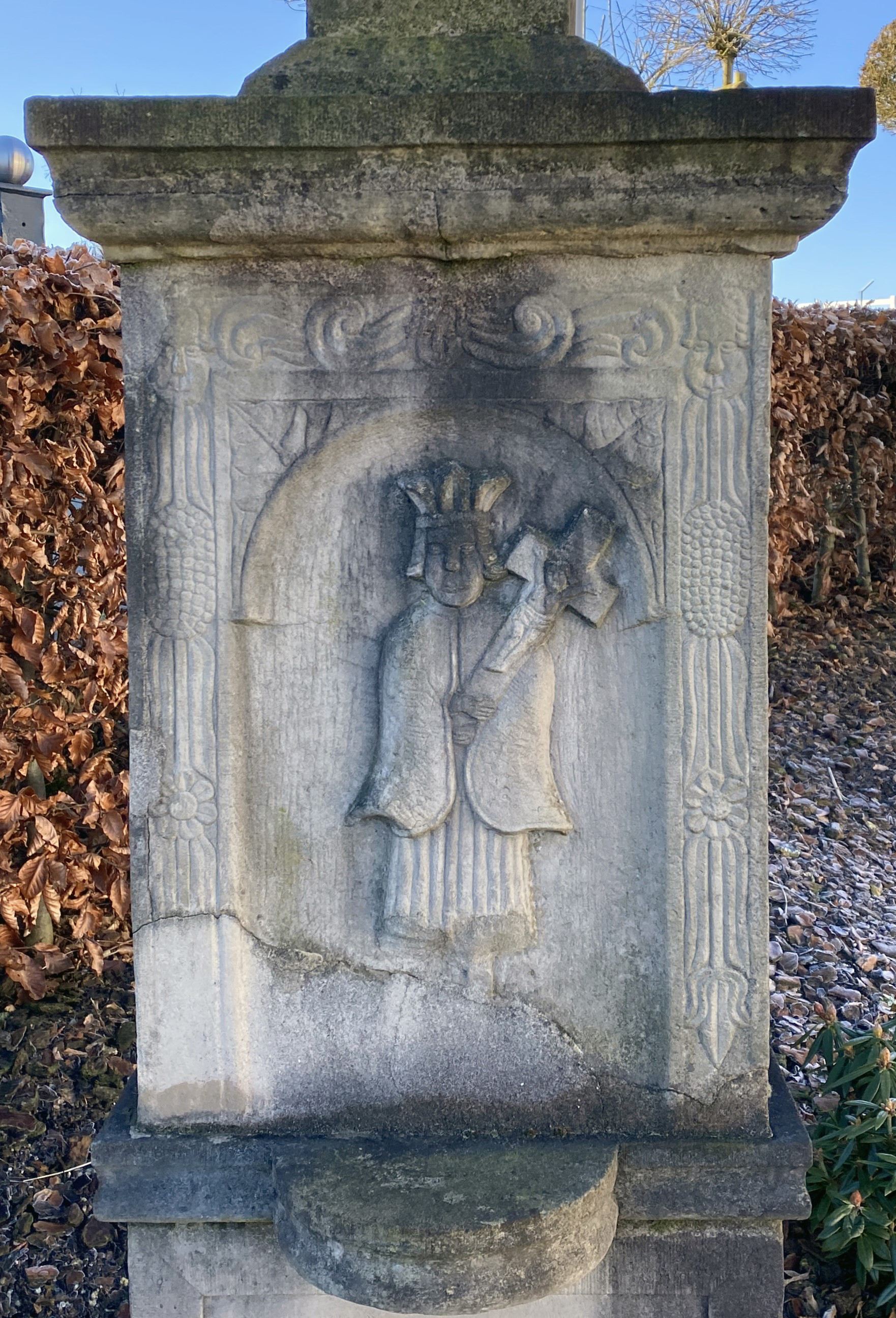
Baudenkmal Wegekreuz Frielinghausen 86
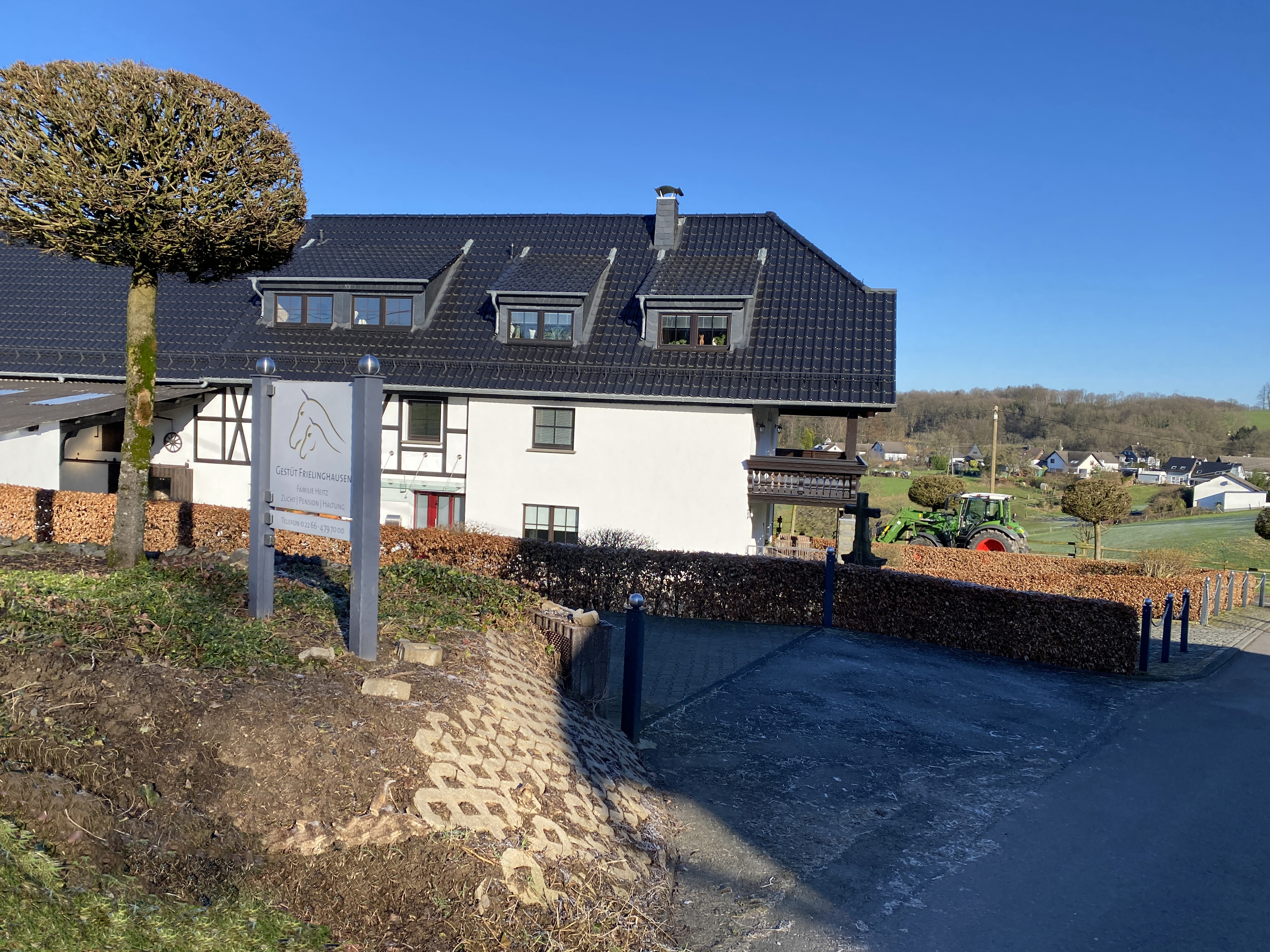
Gestüt Frielinghausen 86
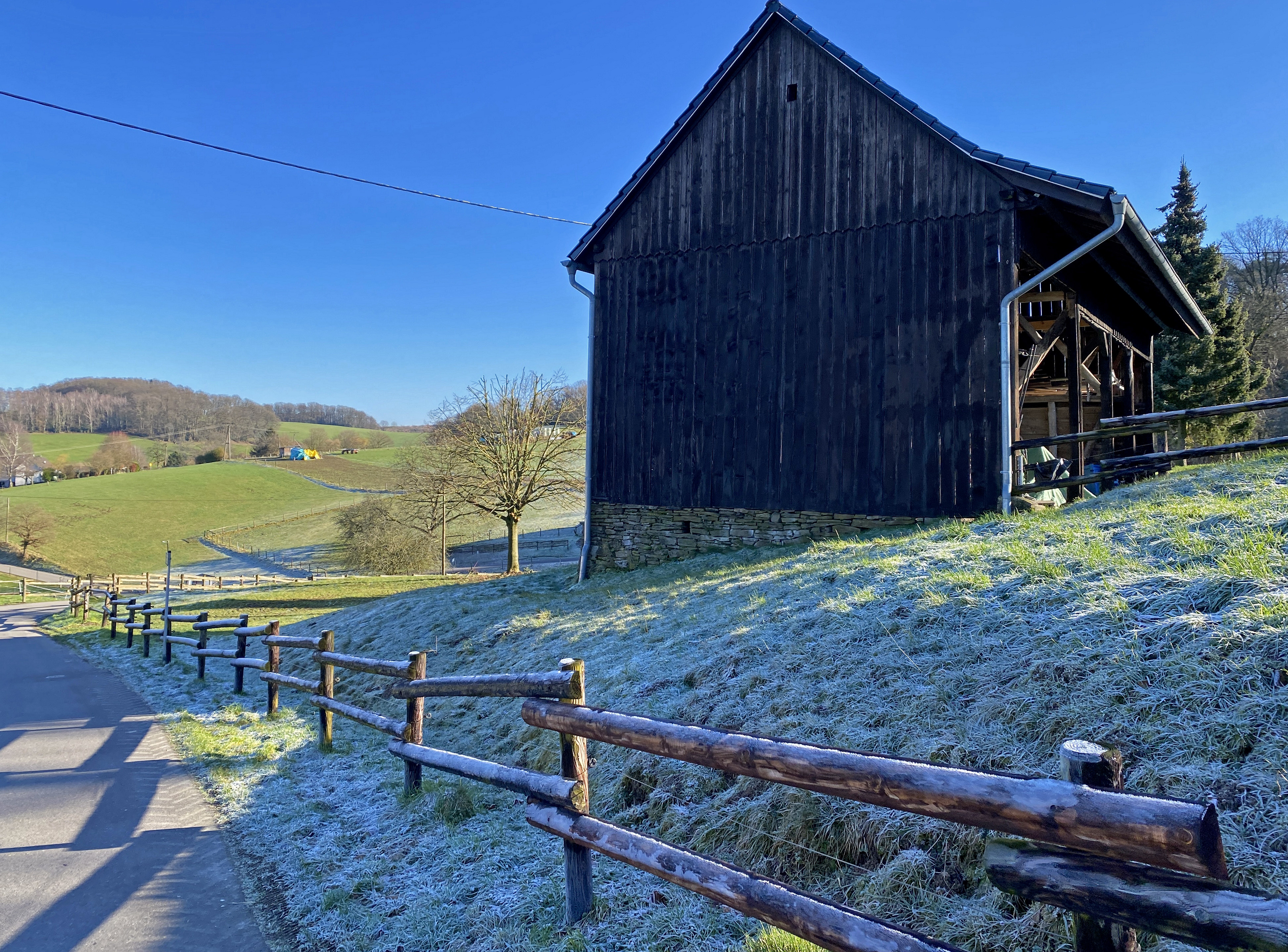
Holzscheune in Unterfrielinghausen
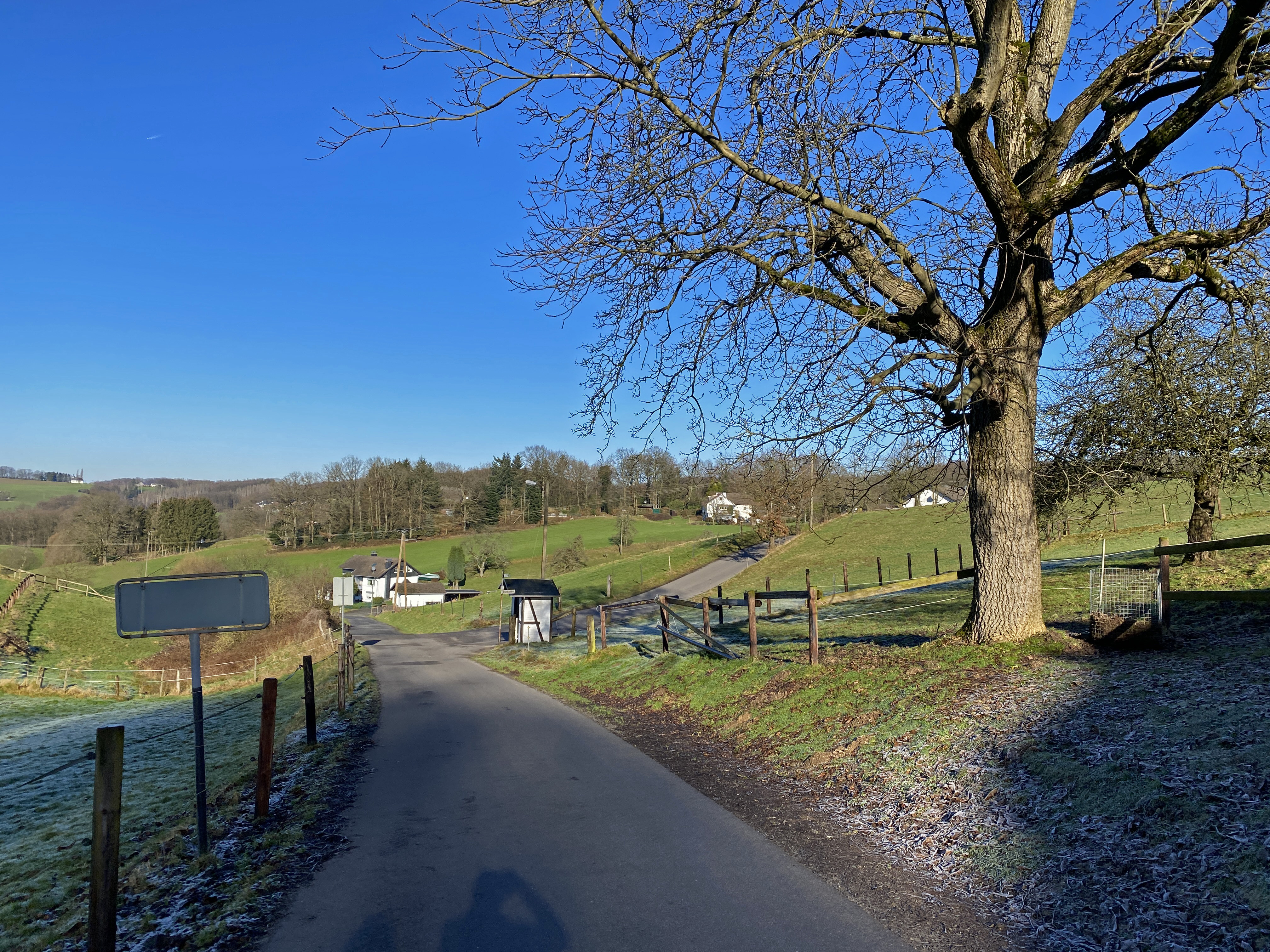
östl. Ortsausgang Unterfrielinghausen